# Don't Shut Me Down
Don't Shut Me Down è un singolo del gruppo musicale svedese ABBA, pubblicato il 2 settembre 2021 come secondo estratto dal nono album in studio Voyage.

## Descrizione
Don't Shut Me Down, scritto e prodotto da Benny Andersson e Björn Ulvaeus, è stato descritto dalla critica specializzata come un pezzo disco.
Il singolo è stato commercializzato insieme al precedente I Still Have Faith in You.

## Tracce
1. Don't Shut Me Down – 3:58

## Formazione
Gruppo
- Anni-Frid Lyngstad – voce
- Benny Andersson – voce, pianoforte, sintetizzatore, arrangiamento
- Björn Ulvaeus – voce
- Agnetha Fältskog – voce

Altri musicisti
- Per Lindvall – batteria, percussioni
- Lasse Wellander – chitarra
- Lasse Jonsson – chitarra
- Pär Grebacken – flauto dolce, clarinetto, sassofono tenore
- Jan Bengtson – flauto, sassofono baritono
- Stockholm Concert Orchestra – orchestra
- Göran Arnberg – orchestrazione, direzione
- Children's Choir of Stockholm International School – coro
- Kimberly Akester – direzione del coro

Produzione
- Benny Andersson – produzione, missaggio
- Björn Ulvaeus – produzione associata
- Bernard Lörn – missaggio, ingegneria del suono, programmazione Pro Tools
- Linn Fijal – assistenza tecnica
- Vilma Colling – assistenza tecnica
- Björn Engelmann – mastering

## Classifiche
| Classifica (2021) | Posizione massima |
| ----------------- | ----------------- |
| Australia         | 27                |
| Austria           | 14                |
| Belgio (Fiandre)  | 9                 |
| Belgio (Vallonia) | 44                |
| Canada            | 87                |
| Croazia           | 10                |
| Danimarca         | 7                 |
| Finlandia         | 3                 |
| Germania          | 5                 |
| Irlanda           | 12                |
| Islanda           | 3                 |
| Norvegia          | 7                 |
| Nuova Zelanda     | 31                |
| Paesi Bassi       | 18                |
| Portogallo        | 177               |
| Regno Unito       | 9                 |
| Svezia            | 1                 |
| Svizzera          | 1                 |